# Embaixada de Timor-Leste em Lisboa
A Embaixada de Timor-Leste em Lisboa é a principal missão diplomática de Timor Leste em Portugal, na capital Lisboa. Está situada no Largo dos Jerónimos.
Atualmente, a embaixadora de Timor-Leste em Lisboa é a Laura Soares Abrantes.